# Charlotte Jay
Charlotte Jay este pseudonimul scriitoarei australiene de mister Geraldine Halls (n. 17 decembrie 1919, Melville, Adelaide, Australia de Sud – d. 27 octombrie 1996, Adelaide). A primit Premiul Edgar pentru cel mai bun roman în 1954 pentru romanul Beat Not the Bones.
Romanul său polițist, The Fugitive Eye a fost adaptat într-un serial TV dramatic în 1961. Într-un episod a jucat Charlton Heston, iar gazda serialului a fost Fred Astaire.

### Romane ca Charlotte Jay
- The Knife Is Feminine (1951)
- Beat Not the Bones (1952)
- The Fugitive Eye (1953)
- The Yellow Turban (1955)
- The Man Who Walked Away (titlu în SUA: The Stepfather)  (1958)
- Arms for Adonis (1960)
- A Hank of Hair (1964)

### Romane ca Geraldine Mary Jay
- The Feast of the Dead (titlu în SUA: The Brink of Silence) (1956)

### Romane ca Geraldine Halls
- The Cats of Benares (1967)
- Cobra Kite (1971)
- The Voice of the Crab (1974)
- The Last Summer of the Men Shortage (1977)
- The Felling of Thawle : a novel (1979)
- Talking to strangers : a novel (1982)
- This is My Friend's Chair (1995)